# Café (Alegre)
Café é um distrito do município de Alegre, no Espírito Santo.

## História
O distrito foi criado pela Lei Municipal de 06/12/1891 e por Lei Estadual n.º 175 de 05/12/1910.

## Geografia

### Localização
O distrito está situado na região sul do município. Fica a 3 Km da divisa do município de Mimoso do Sul e a 4 Km da divisa do município de São José do Calçado.

### População
Pelo Censo 2010 (IBGE) a população total do distrito era de 1 686 habitantes, e a população urbana era de 501 habitantes.

## Atividades econômicas
Tem sua economia voltada principalmente para a produção de café, leite e gado de corte. Após a decadência das grandes fazendas produtoras de café na década de 80 (Fazenda Aliança, Fazenda Paraíso, Fazenda Bela Aurora, Fazenda Triunfo, entre outras), o distrito vem passado por uma reestruturação no plantio dessa cultura, a qual lhe dá o nome. Hoje a cultura do café se mantêm viva graças ao esforço dos pequenos produtores, que através de novas técnicas buscam aumentar a produção.